# Hammour Ziada
Hammour Ziada (en arabe : حمور زيادة  ; né à Khartoum en 1979) est un écrivain et journaliste soudanais qui vit actuellement au Caire.
Il a travaillé pour des journaux comme Al-Akhbar et a publié quelques romans.

## Œuvre
- سيرة أم درمانية، مجموعة قصصية : 2008
- 2010 : الكونج
- النوم عند قدمي الجبل : 2014
- شوق الدرويش : 2014

## Prix
- Prix Naguib-Mahfouz, 2014
- Prix international de la fiction arabe, 2015